# Hannah Spearritt
Hannah Louise Spearritt (Great Yarmouth, 1º aprile 1981) è un'attrice ed ex-cantante inglese.
È stata precedentemente un membro del gruppo pop S Club.

## Biografia
Spearritt ha origini tedesche-americane, irlandesi e canadesi. All'età di tre anni, Hannah ha "posato" per un catalogo Mothercare. A 12 anni ha ottenuto una parte in "Lowestoft Players", una produzione di Annie. Dopo ha fatto un'audizione per il National Youth Music Theatre, entrando a far parte della compagnia. È apparsa in produzioni di NYMT, di Pendragon (1994-1995) - a New York e Hong Kong, Tin Pan Ali (1996)-, e nel musical del West End "Bugsy Malone" (1997) - era un membro del cast originale. 
Nel 1998 ha ottenuto una parte nel film per la televisione "The Cater Street Hangman" dove interpreta una cameriera che viene assassinata. Ha fatto anche apparizioni al "National Lottery Show" e nel programma per bambini "Blue Peter". 
Nel ruolo di Abby Maitland, fa parte del cast regolare della serie televisiva Primeval che ha ora raggiunto la quinta stagione.
È stata fidanzata con Andrew Lee Potts, sua co-star in Primeval, dal 2008 al 2013, anno in cui la coppia si è separata.

## Filmografia

### Film
- Seeing Double (2003)
- Agente Cody Banks 2 - Destinazione Londra (2004)
- Il figlio di Chucky (2004)
- Little Lilly in Chapter 1: Colour Blind (2007) - Cortometraggio
- Little Lilly in Chapter 2: Fish (2007) - Cortometraggio
- Little Lilly in Chapter 3: U Turn (2008) - Cortometraggio

### Televisione
- The Cater Street Hangman - Film per la TV (1998)
- Miami 7 (1999)
- L.A. 7 (2000)
- Hollywood 7 (2001)
- Viva S Club (2002)
- Blessed (2005)
- Primeval (2007)
- Miss Marple (Agatha Christie's Murple) – serie TV, episodio 3x01 (2007)
- Delitti in Paradiso (Death in Paradise) – serie TV, episodio 2x06 (2013)